# Яновице (Мехувский повет)
Янови́це (пол. Janowice) — село в Польше в сельской гмине Слабошув Мехувского повета Малопольского воеводства.
Село располагается в 5 км от административного центра гмины села Слабошув, в 14 км от административного центра повета города Мехув и в 42 км от административного центра воеводства города Краков.
Недалеко от села ранее находилась станция Яновице несуществующего фрагмента Светокшиской железной дороги. В 2007 году территория бывшей станции была передана сельскому управлению, которое обустроило на нём футбольное поле. В селе находится начальная школа. С 1926 года в селе действует добровольная пожарная дружина, которая использует в настоящее время здание бывшей публичной библиотеки.
В 1975—1998 годах село входило в состав Келецкого воеводства.

## Известные личности и уроженцы
- Норберт Михта (род. 1923) — коммунистический деятель, бригадный генерал Войска Польского.